# Старокрымское кладбище (Донецкая область)
Старокрымское кладбище — кладбище в посёлке городского типа Старый Крым, Мариупольский район, Донецкая область. Обслуживает преимущественно город Мариуполь, являясь крупнейшим действующим кладбищем города (из 16 кладбищ). Одно из крупнейших кладбищ Украины и Европы.
Одна из проблем кладбища — отсутствие водоснабжения и отсутствие деревьев, однако над решением вопроса озеленения работают.

## История
В 2011 году территорию расширили с 83 до 163 гектаров.
В 2013 году была организована работа автобусного спецмаршрута «АС-2 — Старокрымское кладбище»
В 2022 году, в ходе боев за Мариуполь, по оценкам украинских властей, погибли более 20 тысяч жителей города. Большинство погибших, из-за отсутствия возможности захоронения на кладбище в условиях уличных боев, были первоначально захоронены во дворах жилых массивов, на аллеях вдоль улиц. 24 марта 2022 года на кладбище были вырыты траншеи длиной 60-70 метров для осуществления братских захоронений, в течение месяца были вырыты еще несколько, в результате чего их общая протяженность достигла 200 метров.